# Casabó - Pajas Blancas

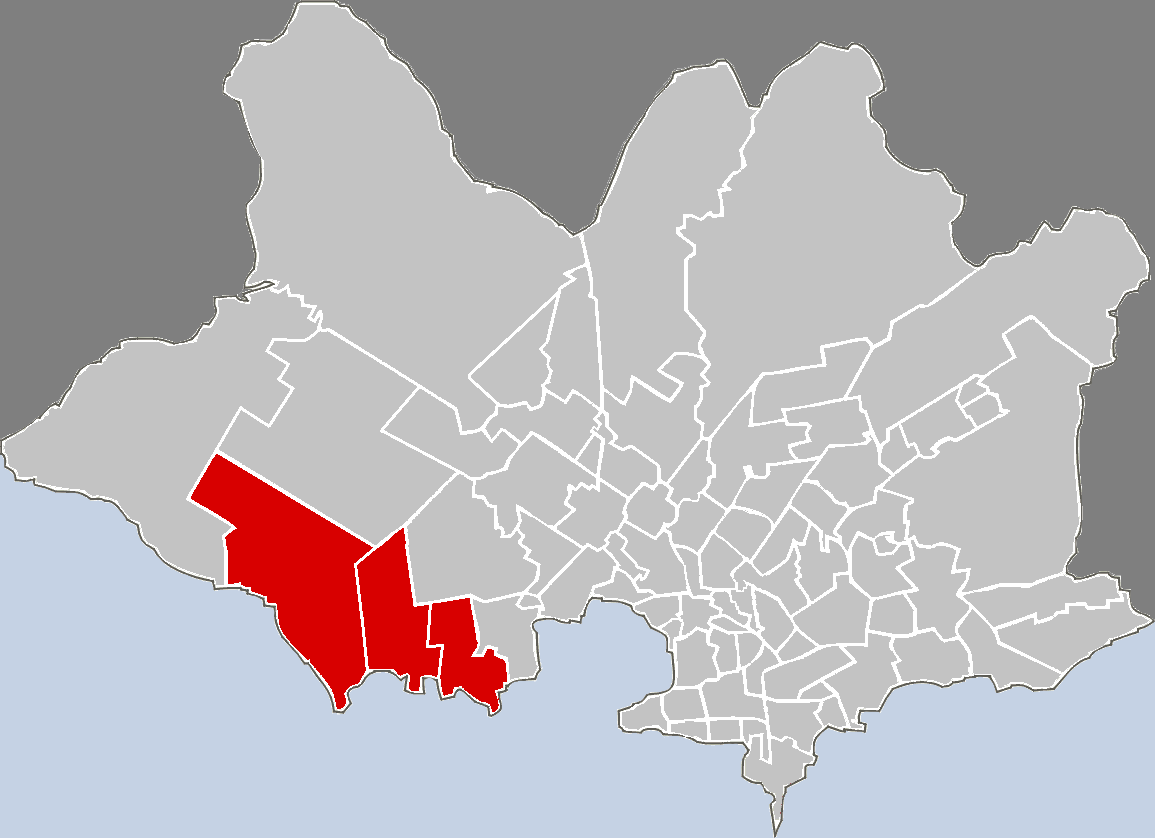
Lage von Casabó - Pajas Blancas in Montevideo

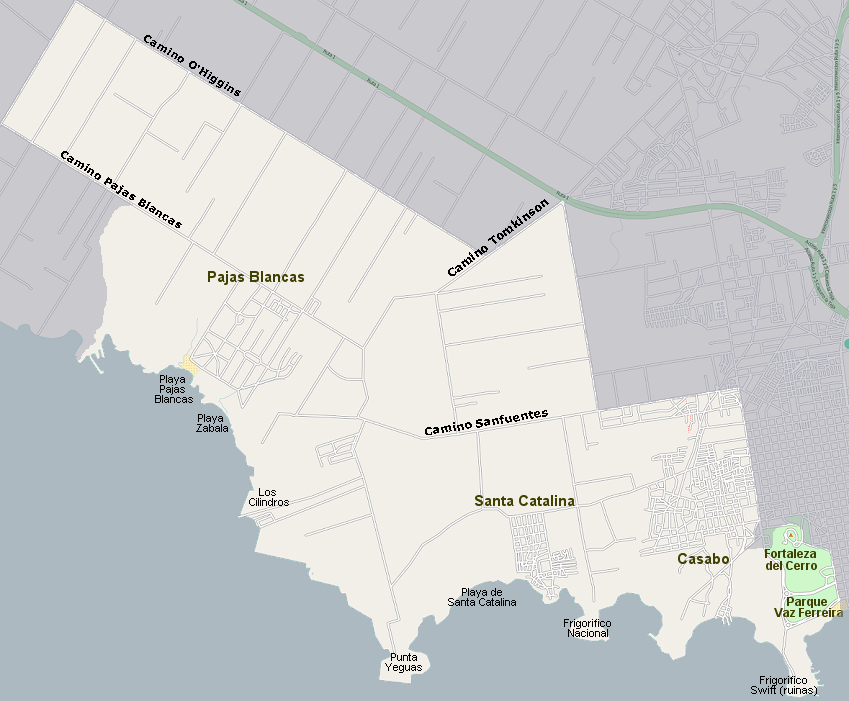
Plan von Casabó - Pajas Blancas

Casabó - Pajas Blancas ist ein Stadtviertel (barrio) der uruguayischen Hauptstadt Montevideo. Es setzt sich aus den Barrios Casabó und Pajas Blancas zusammen.

## Lage
Casabó - Pajas Blancas befindet sich im südwestlichen Teil des Departamentos Montevideo. Es grenzt dabei im Süden an den Río de la Plata. Nördlich und nordwestlich liegt der Stadtteil Paso de la Arena, während im Osten La Paloma - Tomkinson und Cerro anschließen. Die Grenzen von Casabó - Pajas Blancas werden nach Angaben des Instituto Nacional de Estadística (INE) von den Straßen Camino Pajas Blancas, Camino Sanguinetti Uno, Camino O'Higgins, Camino Tomkinson, Camino Bajo de la Petiza, Camino San Fuentes, Camino Ciblis, Prof J Chebataroff, P.Arispe und Polonia gebildet. Das Gebiet von Casabó - Pajas Blancas ist dem Municipio A zugeordnet.

## Beschreibung / Einwohnerentwicklung
Im Barrio Casabó, das zu den ärmeren Stadtteilen Montevideos zählt, leben rund 3.500 Familien. Das Viertel Casabó - Pajas Blancas gehört zu denjenigen Montevideos, die in der jüngeren Vergangenheit das größte Bevölkerungswachstum zu verzeichnen haben. So wurde für Casabó / Pajas Blancas zwischen den Volkszählungen 1985 und 1996 eine Verdoppelung der Einwohnerzahlen festgestellt. Bei der Erhebung 2004 war sodann ein Zuwachs von 22,4 Prozent zu verzeichnen.